# Mangora ixtapan
Mangora ixtapan är en spindelart som beskrevs av Levi 2005. Mangora ixtapan ingår i släktet Mangora och familjen hjulspindlar. Inga underarter finns listade i Catalogue of Life.